# Briefmarken-Ausgaben für das Generalgouvernement 1943
Die Briefmarken-Ausgaben für das Generalgouvernement 1943 wurden von der Deutschen Reichspost für das vier Jahre zuvor errichtete Generalgouvernement herausgegeben.

## Liste der Ausgaben und Motive
Legende
- Bild: Eine bearbeitete Abbildung der genannten Marke. Das Verhältnis der Größe der Briefmarken zueinander ist in diesem Artikel annähernd maßstabsgerecht dargestellt. Sollten keine Marken abgebildet sein, liegt es daran, dass das Urheberrecht des Künstlers noch nicht erloschen ist.
- Beschreibung: Eine Kurzbeschreibung des Motivs und/oder des Ausgabegrundes. Bei ausgegebenen Serien oder Blocks werden die zusammengehörigen Beschreibungen mit einer Markierung versehen eingerückt.
- Wert: Der Frankaturwert der einzelnen Marke in Groszy. Ein „+“ bedeutet, dass es sich um eine Zuschlagsmarke handelt (= Frankaturwert + Spende).
- Ausgabedatum: Das Datum des erstmaligen Verkaufs dieser Briefmarke.
- Gültig bis: Das Datum, an dem die Gültigkeit endete.
- Auflage: Soweit bekannt, wird hier die zum Verkauf angebotene Anzahl dieser Ausgabe angegeben.
- Entwurf: Soweit bekannt, wird hier angegeben, von wem der Entwurf dieser Marke stammt.
- Mi.-Nr.: Diese Briefmarke wird im Michel-Katalog unter der entsprechenden Nummer gelistet.

| Sondermarken | |                |                    |                                          |           |                  |       |
| Bild         | Beschreibung | Wert in Groszy | Ausgabe- datum     | gültig bis                               | Auflage   | Entwurf          | MiNr. |
|              | Geburtstag von Adolf Hitler siehe auch: Reichskanzler Adolf Hitler (Briefmarkenserie)                                                               | 12+1 Złoty     | 20. April 1943     | bis zur Aufgabe des Generalgouvernements | unbekannt | Wilhelm Dachauer | 101   |
|              | | 24+1 Złoty     | 20. April 1943     | bis zur Aufgabe des Generalgouvernements | unbekannt | Wilhelm Dachauer | 102   |
|              | | 84+1 Złoty     | 20. April 1943     | bis zur Aufgabe des Generalgouvernements | unbekannt | Wilhelm Dachauer | 103   |
|              | 400. Todestag von Nikolaus Kopernikus - Nikolaus Kopernikus (1473–1543), Domherr, Jurist, Arzt, Mathematiker und Astronom                           | 1+1 Złoty      | 23. Mai 1943       | bis zur Aufgabe des Generalgouvernements | unbekannt | Wilhelm Dachauer | 104   |
|              | 3 Jahre NSDAP im Generalgouvernement - Krakauer Tor in Lublin, Hirsch des Lubliner Wappens, Prägedruck mit Reichsadler und Hakenkreuz im Mittelteil | 12+38          | 14. September 1943 | bis zur Aufgabe des Generalgouvernements | unbekannt | W. Kreb          | 105   |
|              | - Krakauer Tuchhallen, Prägedruck mit Reichsadler und Hakenkreuz im Mittelteil                                                                      | 24+76          | 13. August 1943    | bis zur Aufgabe des Generalgouvernements | unbekannt | W. Kreb          | 106   |
|              | - Verwaltungsgebäude in Radom, Prägedruck mit Reichsadler und Hakenkreuz im Mittelteil                                                              | 30+70          | 14. September 1943 | bis zur Aufgabe des Generalgouvernements | unbekannt | W. Kreb          | 107   |
|              | - Brühlsches Palais in Warschau, Prägedruck mit Reichsadler und Hakenkreuz im Mittelteil                                                            | 50+1 Złoty     | 14. September 1943 | bis zur Aufgabe des Generalgouvernements | unbekannt | W. Kreb          | 108   |
|              | - Rathaus in Lemberg, Löwe des Lemberger Wappens, Prägedruck mit Reichsadler und Hakenkreuz im Mittelteil                                           | 1+2 Złoty      | 14. September 1943 | bis zur Aufgabe des Generalgouvernements | unbekannt | W. Kreb          | 109   |
| Dauermarken  | |                |                    |                                          |           |                  |       |
| Bild         | Beschreibung | Wert in Groszy | Ausgabe- datum     | gültig bis                               | Auflage   | Entwurf          | MiNr. |
|              | Reichskanzler Adolf Hitler (Generalgouvernement) siehe auch: Reichskanzler Adolf Hitler (Briefmarkenserie)                                          | 50             | 25. Juni 1943      | bis zur Aufgabe des Generalgouvernements | unbekannt | Wilhelm Dachauer | 110   |
|              | | 60             | 15. Juli 1943      | bis zur Aufgabe des Generalgouvernements | unbekannt | Wilhelm Dachauer | 111   |
|              | | 80             | 15. Juli 1943      | bis zur Aufgabe des Generalgouvernements | unbekannt | Wilhelm Dachauer | 112   |
|              | Bauwerke - Barbakan, Torzwinger in Krakau | 2 Złoty        | 10. April 1943     | bis zur Aufgabe des Generalgouvernements | unbekannt | Fahringer        | 113   |
|              | - Kloster Tyniec bei Krakau | 4 Złoty        | 10. April 1943     | bis zur Aufgabe des Generalgouvernements | unbekannt | Fahringer        | 114   |
|              | - Lemberg | 6 Złoty        | 11. Februar 1944   | bis zur Aufgabe des Generalgouvernements | unbekannt | Erwin Puchinger  | 115   |
|              | - Burganlage Wawel in Krakau aus der Nürnberger Weltchronik von Hartmann Schedel                                                                    | 10 Złoty       | 26. Oktober 1943   | bis zur Aufgabe des Generalgouvernements | unbekannt | K. Geßner        | 116   |